# 鄭潢
郑潢（1862年—？）湖北鄂州人。清末政治人物。

## 生平
郑潢是清朝廪贡。后来，郑潢曾任安徽补用道。郑潢是湖北民选资政院议员。  